# Vent-du-Soir ou l'Horrible Festin

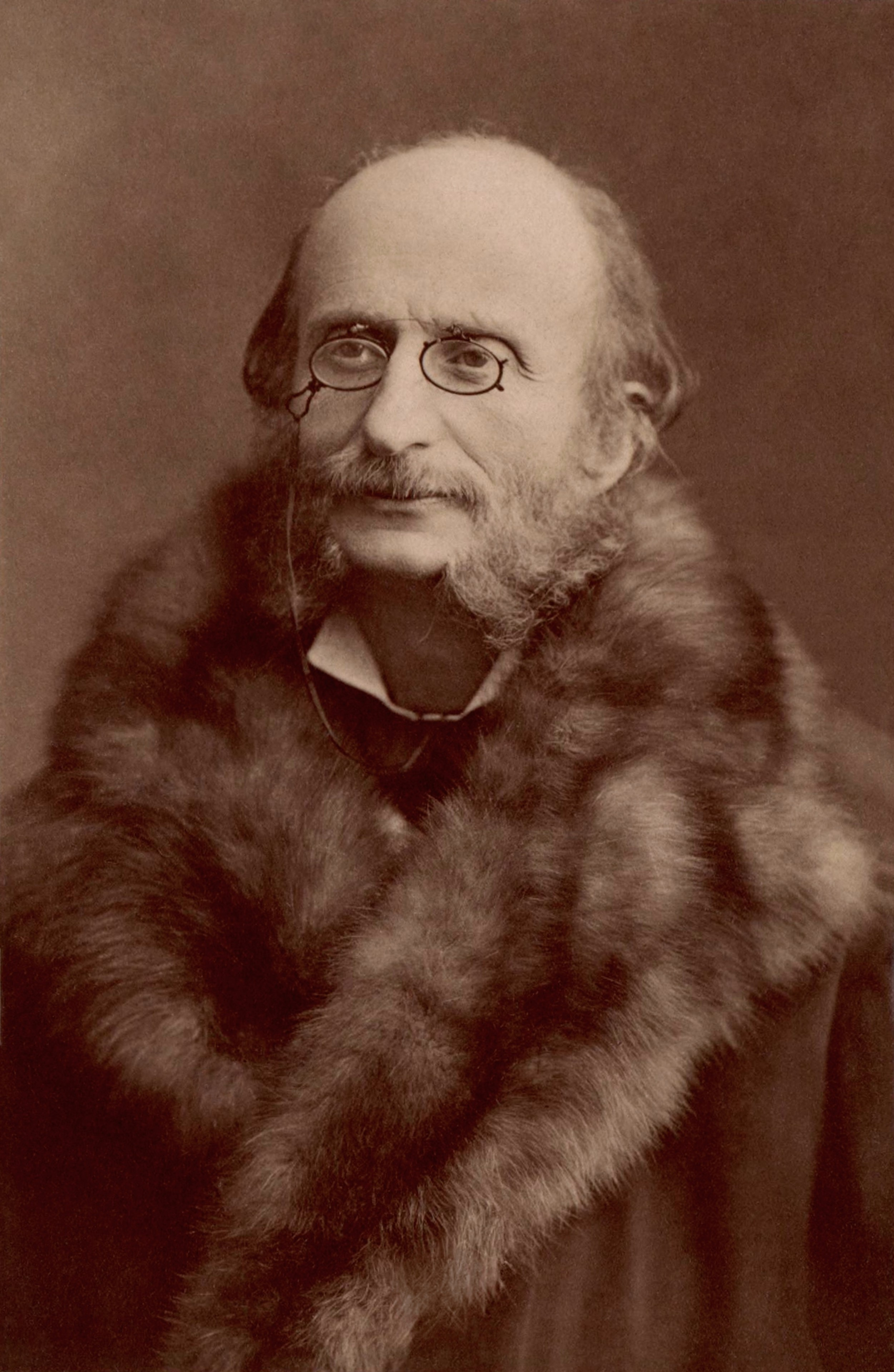
Jacques Offenbach

Vent-du-Soir ou l'Horrible Festin är en operett i en akt med musik av Jacques Offenbach och libretto av Philippe Gille. Den spelades första gången den 16  maj 1857 på Théâtre des Bouffes-Parisiens i Paris.

## Historia
Operetten var det första samarbetet mellan Philippe Gille och Offenbach, och starten på en vänskap dem emellan som skulle vara till den senares död. Det var också första gången som sångaren och skådespelaren Désiré framträdde i en Offenbachoperett, vilket han skulle komma att göra i åtskilliga verk framöver.
Vent-du-Soir blev en succé och sattes även upp i Bryssel och Wien. 2003 satte Teater Travers i Stockholm upp operetten

## Personer
| Roller                                 | Röststämma | Premiärbesättning 16 maj 1857 (Dirigent: Jacques Offenbach) |
| -------------------------------------- | ---------- | ----------------------------------------------------------- |
| Vent-du-Soir, kung av Gros-Loulous     | baryton    | Désiré                                                      |
| Lapin-Courageux, kung av Papas-Toutous | tenor      | Léonce                                                      |
| Arthur, son till Lapin-Courageux       | tenor      | Henri Tayau                                                 |
| Atala, dotter till Vent-du-Soir        | sopran     | Garnier                                                     |
| Pas-Peigné-du-Tout, kock               | stum roll  |                                                             |

## Handling
På en oceanö får kungen Vent-du-Soir besök av grannkungen Lapin-Courageux. Båda trivs bra med varandra, då de redan har ätit upp varandras fruar. Vent-du-Soir ställer till en fest för sin gäst.
Atala, dotter till Vent-du-Soir har under tiden förälskat sig i den skeppsbrutne Arthur, en hårfrisör från rue Vivienne.
Då dagens jakt inte gav något bestämmer Vent-du-Soir att han ska offra Arthur, men när de sitter vid bordet inser Lapin-Courageux att de har ätit hans försvunne son, då han i sin mage kan höra musik från del speldosa han gav sonen.
Som tur är avslöjas det att de i själva verket har ätit en björn, i vars skinn Arthur hade gömt sig. Allt slutar lyckligt och Atala och Arthur gifter sig.

## Musiknummer
- Ouvertyr (imiterande en storm)
- Couplets (Atala) "Petit bébé"
- Couplets och duetto (Arthur, Atala) "Mon front n'a pas"
- Trio (Atala, Arthur, Vent-du-Soir) "Grands dieux!"
- Trio (Atala, Lapin-Courageux, Vent-du-Soir) "Gloire aux Papas-Toutous"
- Trio (Atala, Lapin-courageux, Vent-du-Soir) och chanson nègre (Lapin-Courageux) "Ô fête incomplète"
- Duo, trio och kvartett (Vent-du-Soir, Lapin-Courageux; Atala, Arthur) "Ciel! Ciel! Ciel!"
- Final (alla) "Que mon sort est doux"